# Glyphonycteris
Glyphonycteris és un gènere de ratpenats de la família dels fil·lostòmids que viuen a Centreamèrica i la meitat nord de Sud-amèrica.
Històricament les espècies d'aquest gènere han estat considerades un subgènere del gènere Micronycteris, fins que el 1998 Simmons i Voss les van incloure dins d'aquest gènere.

## Taxonomia
- Ratpenat orellut de Behn (Glyphonycteris behnii)
- Ratpenat orellut de Davies (Glyphonycteris daviesi)
- Ratpenat orellut bru (Glyphonycteris sylvestris)